# 永井尚服
永井 尚服（ながい なおこと）は、美濃加納藩の第6代（最後）の藩主。尚庸系永井家9代、陸奥福島藩主板倉勝俊の七男。官位は従五位下、肥前守、伊豆守。維新後、正五位。爵位は子爵。

## 経歴
嘉永5年（1852年）7月、尚典の養嗣子となる。安政7年（1860年）12月16日、従五位下・伊豆守に叙任する。後に肥前守に改める。文久2年（1862年）10月2日、尚典から家督を譲られた。元治2年12月2日、講武所奉行に就任する。慶応2年6月15日寺社奉行兼奏者番に就任する。慶応3年（1867年）6月15日、若年寄と会計奉行を兼任する。
慶応4年（1868年）に鳥羽・伏見の戦い勃発すると、当初は旧幕府を支持した。そのため、1月28日に家老片岡左富らは新政府に対し、藩主尚服の隠居と養父尚典の再相続を願い出ている。2月6日、若年寄を解任される。2月11日、江戸から加納に戻る。2月21日、東山道先鋒総督府に対し、恭順を申し入れる。2月22日、謹慎を命じられるとともに新政府軍への藩兵の参加を命じられる。その後、東山道先鋒総督府を許しを得て、3月13日に上洛し、改めて恭順の姿勢を示す。4月18日、新政府から謹慎を解かれる。ところが4月25日になって再び謹慎を命じられる。これは、新政府において東山道先鋒総督府が江戸滞在による旧幕府への加担容疑のみを取り調べただけで、若年寄在任による旧幕府への加担容疑を取調が済まされていないという主張が出たためとされる。だが、最終的に閏4月10日に藩兵の新政府軍における功労を認める形で、改めて謹慎が解除された。
明治2年（1869年）の版籍奉還で加納藩知事となり、廃藩置県後、1884年（明治17年）7月8日、子爵を叙爵し、正五位を与えられた。明治18年（1885年）6月11日、53歳で死去した。法号は正厳院殿正五位子爵尚服日皓大居士。墓所は本行寺。

## 家族
父母
- 板倉勝俊（実父）
- 永井尚典（養父）

妻
- 永井鋭子 ー 永井尚典の娘

子女
- 永井尚敏（長男）
- 永井義子 ー 松平近道夫人